# Ngọc nữ hoa râm
Ngọc nữ hoa râm (danh pháp Clerodendrum canescens) là một loài thực vật có hoa trong họ Hoa môi. Loài này được Wall. ex Walp. mô tả khoa học đầu tiên năm 1845.